# ГЕС Bhira Tail Race
ГЕС Bhira Tail Race — гідроелектростанція в центральній частині Індії у штаті Махараштра. Знаходячись після ГЕС-ГАЕС Бхіра, становить нижній ступінь у гідровузлі, що використовує ресурс річки Мула, правої притоки Бхіми, яка в свою чергу є лівою притокою Крішни (впадає до Бенгальської затоки на східному узбережжі країни).
З верхнього ступеня гідровузла надходить ресурс, перекинутий під водороздільним хребтом Західних Гатів — Мула дренує його похилий східний схил, при цьому подача води всього за кілька кілометрів дозволяє отримати великий напір завдяки стрімкому пониженню західного схилу в бік Аравійського моря. Відпрацьований на ГЕС-ГАЕС Бхіра ресурс перш за все потрапляє у водосховище греблі Bhira Pickup, зведене у верхів'ї річки Кундаліка, яка впадає в щойно згадане море за 50 км на південь від Мумбаї біля форта Korlai (одне з укріплень періоду португальської експансії в Індію у 16 сторіччі). Ця гребля виконана як земляна споруда з висотою 28 метрів та довжиною 603 метри, котра потребувала 1 млн м3 матеріалу.
Від Bhira Pickup вода транспортується через прокладений у правобережному гірському масиві Кундаліки дериваційний тунель до розташованого за 3 км сховища греблі Bhira Forebay. Це так само земляна споруда з висотою 40 метрів та довжиною 443 метри, яка потребувала 1,2 млн м3 матеріалу. Далі через два водоводи діаметром по 5,2 метра ресурс подається в розташований за дві сотні метрів від греблі машинний зал. Його обладнали двома турбінами типу Френсіс потужністю по 40 МВт, які при напорі у 48 метрів забезпечують виробництво 96 млн кВт-год електроенергії на рік.
Відпрацьована вода через канал довжиною 1,2 км відводиться до Кундаліки.